# Felicitate quadam
Die Apostolische Konstitution Felicitate quadam (lateinisch „glücklicherweise“), benannt nach ihrem Incipit, ist ein Erlass von Papst Leo XIII., mit dem er die Einheit des Franziskanerordens wiederherstellte. Sie wurde am 4. Oktober 1897 veröffentlicht und ist auch als „Unionsbulle“ der Franziskaner bekannt. Der Vorgang der Einigung wird als Unio Leonina bezeichnet.

## Die Aufsplitterung des Franziskanerordens
Nach der Ablösung und Neugründung unterschiedlich observanter Ordenszweige innerhalb des Franziskanerordens (Observanten, Discalceaten oder Alcantariner, Reformaten und Rekollekten) wurde in der zweiten Hälfte des 19. Jahrhunderts der Wunsch auf eine Wiedervereinigung des Franziskanerordens immer stärker. Zunächst reifte die Idee der einheitlichen Bezeichnung „Franziskaner“ heran, die sich aber nicht durchsetzen konnte. Erst 1889 wurden erneut gemeinsame Generalstatuten für alle Ordenszweige beschlossen, die jedoch nicht von allen Observanten widerstandslos angenommen wurden.

## Päpstlicher Eingriff
Papst Leo XIII. war zugleich Ordensprotektor und ernannte einen Dominikanerkardinal zum Präsidenten des Generalkapitels, dieser erhielt die Anweisung eine Union der Observantenzweige einzuleiten. Infolge der Verhandlungen wurde schließlich eine Kommission berufen, die 1895 neue Generalstatuten erarbeitete.

## Die Unionsbulle
Leo XIII. untersagte jeden Widerspruch gegen diese Generalstatuten und promulgierte die große Union: 

„Da dem so ist … rufen Wir kraft Unserer Apostolischen Autorität, kraft dieses Schreibens, den Minderbrüderorden, der bislang in verschiedene Gemeinschaften gespalten
war, zur Einheit und zu einer völligen und vollendeten Gemeinsamkeit des Lebens zurück, sodass er nach Auflösung aller Spaltungen in Familien einen einzigen Leib bildet.“

Darüber hinaus bestimmte er, dass
- alle Sonderbezeichnungen verboten sind,
- allein die gültige Bezeichnung ordo fratrum minorum (OFM) geführt werden darf,
- ein Oberhaupt und einheitliche Verwaltung eingesetzt werden muss,
- alle Sonderprivilegien aufgehoben sind,
- ein einheitlicher Habit nach dem Muster des Habits von Franziskus in St. Peter zu tragen ist,
- Provinzen, die sich widersetzen das Recht auf Novizenaufnahme verlieren und
- widerspenstige Brüder in separaten Konventen (zum Aussterben) zusammengezogen werden.